# 中國癌症村
癌症村是一種在改革開放後在中國大陸出現的群體疾病現像。由於環境污染，大多是飲用了上游企業排出派出的未經處理的污水，造成某一村莊大規模的癌症病發。在中國學界與媒體指稱污染地區居民承受較高罹癌率多年後，中華人民共和國政府環保部終於在2013年2月官方文件首度承認中國存在「癌症村」。中國民間專家估計，若包括非官方數據資料，全中國大陸的癌症村約達四百五十九個，且有逐漸往中國中西部擴散的現像。

## 翟灣村
翟灣村位於湖北省襄阳市朱集鎮，由於河水受到污染，翟灣村村民長期飲用受污染的水源而引發癌症，使該村近十年來超過130人出現癌症死亡，翟灣村因而成中國「癌症村」的其中之一。

## 另見
- 愛滋村

## 外部連結
- 新華網癌症村（页面存档备份，存于）
- 上游河南企業大肆排污 下游湖北出現癌症村（页面存档备份，存于）
- 廣東徐聞“癌症村”調查（页面存档备份，存于）